# Adila Bennedjaï-Zou
Adila Bennedjaï-Zou est une scénariste et documentariste de cinéma, de télévision et de radio.
Productrice radio sur France Culture depuis 2015, elle collabore aux émissions Les pieds sur terre et LSD, la série documentaire.

## Biographie
Franco-algérienne née en 1973 à Tizi Ouzou, Adila Bennedjaï-Zou signe des scénarios de fictions et de documentaires, notamment pour France Télévisions, depuis 2002. Ses réalisations inspirées de faits historiques révèlent des destins de personnes anonymes qui ont contribué à faire la grande « Histoire ».
L’autrice a rejoint l’équipe de l’émission Les pieds sur terre coordonnée par Sonia Kronlund et diffusée sur France Culture, en 2015. Ses créations sonores, qui conjuguent récits autobiographiques, archives et entretiens intimes, interrogent des enjeux sociologiques universels.
Elle a concouru et a été admise à la Villa Médicis de l’Académie de France à Rome dans la discipline « Création sonore » durant la saison 2020/2021 pour y développer Moments de Gênes, une réalisation portant sur le contre-sommet du G8 à Gênes en 2001.
Plusieurs de ses œuvres ont été récompensées. 
Elle est membre de l'Association pour l'autobiographie.

### Études
- Maîtrise de droit privé à l'université Panthéon-Assas (1996).
- Maîtrise de lettres modernes à l'université Paris-Sorbonne (1997).
- DESS d'audiovisuel à l'université Paris-Sorbonne (1998).
- Atelier d'écriture de la Fémis[10]

## Parcours artistique

### Création sonore et radiophonique
- Louis Althusser, un marxiste imaginaire, documentaire d'Adila Bennedjaï-Zou diffusé sur France Culture dans le cadre de l'émission Une vie, une œuvre (2015)
- Mes années Boum, une enquête algérienne, documentaires (10 x 28 min) d’Adila Bennedjaï-Zou - Diffusés sur France Culture dans le cadre de l'émission Les pieds sur terre (2016 à 2018)[11].
- PMA hors la loi, documentaires (6 x 28 min) d’Adila Bennedjaï-Zou[12] - Diffusés sur France Culture dans le cadre de l'émission Les pieds sur terre (2016 à 2018)[13].
- Heureuse comme une arabe en France - Documentaires (4 x 55 min) d’Adila Bennedjaï-Zou[14]- Diffusés sur France Culture dans le cadre de l'émission LSD, la série documentaire coordonnée par Perrine Kervran (2019)[15].
- One, two, three, viva l'Algérie - Documentaire (3 x 28 min) d’Adila Bennedjaï-Zou - Diffusés sur France Culture dans le cadre de l'émission Les pieds sur terre (2019)
- Une odeur de poudre - Documentaires (7 x 28 min) d’Adila Bennedjaï-Zou - Diffusés sur France Culture dans le cadre de l'émission Les pieds sur terre (2018 à 2021)[16].
- Moments de Gênes - Création sonore d’Adila Bennedjaï-Zou (2021).
- La manif est à nous - Documentaires (4 x 58 min) d’Adila Bennedjaï-Zou - Diffusés sur France Culture dans le cadre de l'émission LSD, la série documentaire (2022).

### Filmographie (réalisatrice et/ou scénariste)
- 2002 : Ralliés - Documentaire (52 min) co-réalisé avec Joseph Confavreux, produit par Memento !
- 2005 : Aïcha - Film (90 min)  co-écrit avec Yamina Benguigui, France 2 (diffusion 2009).
- 2006 : La prophétie d’Avignon - Série de fictions (8 x 52 min) co-écrites avec Pascal Fontanille et Emmanuelle Rey-Magnan, produite par Merlin Productions pour France 2.
- 2007 : RIS police scientifique : L'ombre d'un doute - Scénario de l’épisode 10 de la série télévisée diffusée sur TF1.
- 2007 : Le chevalier de Saint Georges - Unitaire (90 min) développé par Kien Productions pour France 2.
- 2007 : Golem - Long métrage (90 min) développé dans l’atelier d’écriture de la FEMIS, animé par Eve Deboise.
- 2008 : Les Bleus (saison 2) - Série télévisée (8 x 52 min), scénario épisode Alerte enlèvement diffusé sur M6.
- 2008 : Garçon manqué - Téléfilm (90 min) réalisé par David Delrieux et produit par Expand pour France 3, diffusion avril 2010.
- 2009 : La permission de Minuit - consultation sur un long-métrage réalisé par Delphine Gleize.
- 2009 : Américano - Consultation sur un long métrage écrit et réalisé par Mathieu Demy, produit par Les Films de l’autre.
- 2010 : VO - série (6 x 90 min) co-écrite avec Gérard Carré, Isabelle Blanchard et Jean-Michel Jouantéguy, développée par Images et Compagnie pour France Télévision.
- 2011 : Lala - long métrage développé chez Gloria films.
- 2011 : Green - projet de long métrage de Blanche Gardin, pour Les films du Veyrier.
- 2012 : Yalta - consultation, projet de long-métrage d’Erwan Le Duc, produit par 1015 production.
- 2013 : Koulna Jirane - Sitcom (30 x 26 min) produite par Ali’n prod pour 2M (Maroc).
- 2013 : Lily - consultation sur un long-métrage écrit par Delphine Gleize.
- 2014 : The Garden - Docu-fiction franco-australien (52 min) de Tim Slade, PDJ production pour Arte.
- 2015 : L’ennemi intérieur - Fiction (90 min) développée par Breakout films pour France 2.
- 2016 : Vu d’en haut histoire de l’Italie - Documentaires (5 x 26 min) co-realisés avec Roland Théron  produit par Point du jour pour Arte France.
- 2017 : L'aventure Althusser - Documentaire (52 min) de Bruno Oliviero, diffusé sur Arte.
- 2018 : La Guerre de tous les Français - Documentaire (90 min) de Cédric Condon, écrit par Jean-Yves Le Naour et Adila Bennedjaï-Zou, diffusé sur France 5.
- 2020 : Révolution - Documentaire (2 x 52 min)[17]- Réalisation Hugues Nancy - Écriture Adila Bennedjaï-Zou et Hugues Nancy - Réalisation des séquences de fiction Jacques Malaterre[18].

### Publication
Passés à l'ennemi : des rangs de l'armée française aux maquis viêt-minh, 1945-1954 de Adila Bennedjaï-Zou et Joseph Confavreux, livre paru aux Éditions Tallandier, en 2014.

## Prix et distinction
- Lauréate de la Bourse Brouillon d’un rêve de la SCAM pour le développement de son documentaire Ralliés
- Prix du scénario de documentaire historique du festival Les Rendez-vous de l'histoire de Blois attribué à Ralliés en 2000[20].
- Prix du Festival international du film d'histoire de Pessac attribué à Ralliés de Adila Bennedjaï-Zou et Joseph Confavreux, en 2003[21].
- Prix Genève Europa du jeune scénariste pour le film Garçon Manqué, en 2009[22].
- Médaille de bronze du grand prix Urti de la radio en 2017 pour sa série Mes années boum, une enquête algérienne (réalisée par Marie Plaçais et Emmanuel Geoffroy dans le cadre de l’émission Les pieds sur terre - France Culture / Radio France)[8].
- Pensionnaire de l'Académie de France à Rome Villa Médicis dans la discipline Création sonore en 2020/2021.